# Phragmidiaceae
Famille
Les Phragmidiaceae sont une famille de champignons basidiomycètes de l'ordre des Pucciniales.

## Liste des genres
Selon MycoBank (3 décembre 2023) :
- Ameris Arthur, 1906
- Aregma Fr., 1815
- Arthuriomyces Cummins & Y. Hirats., 1983
- Campanulospora Salazar-Yepes, Pardo-Card. & Buriticá, 2007
- Earlea Arthur, 1906
- Epitea Fr., 1832
- Frommeëlla Cummins & Y. Hirats., 1983
- Gerwasia Racib., 1909
- Gymnoconia Lagerh., 1894
- Hamaspora Körn., 1877
- Hamasporella Höhn., 1912
- Joerstadia Gjaerum & Cummins, 1982
- Kuehneola Magnus, 1898
- Kunkelia Arthur, 1917
- Lecythea Lév., 1847
- Mainsia H.S. Jacks., 1931
- Morispora Salazar-Yepes, Pardo-Card. & Buriticá, 2007
- Phragmidium Link, 1816
- Phragmotelium Syd., 1921
- Physonema Lév., 1847
- Scutelliformis Salazar-Yepes, Pardo-Card. & Buriticá, 2007
- Spirechina Arthur, 1907
- Teloconia Syd., 1921
- Trachyspora Fuckel, 1861
- Trachysporella Syd., 1921
- Triphragmium Link, 1825
- Trolliomyces Ulbr., 1938
- Xenodochus Schltdl., 1826

## Publication originale
- Corda, A.C.J., Icones fungorum hucusque cognitorum, vol. 1, 1837, p. 1-32